# Yang Tae Young
Yang Tae Young (Corea del Sur, 8 de julio de 1980) es un gimnasta artístico surcoreano, medallista de bronce olímpico en 2004 en el concurso general individual.

## Carrera deportiva
En los JJ. OO. de Atenas 2004 gana el bronce en la general individual, tras el estadounidense Paul Hamm (oro) y de su compatriota, el también surocoreano Kim Dae-eun (bronce).